# Siri
Siri (perz. سیری) je otok smješten u Perzijskom zaljevu odnosno iranskoj pokrajini Hormuzgan. Trapeznog je oblika i proteže se duljinom od 5,6 km u smjeru istok-zapad odnosno 3,0 km po širini, a površina mu iznosi 17,3 km². Najveća nadmorska visina na otoku je 33 m. Od najbližeg otoka Bani Forura udaljen je oko 25 km, od Abu Muse na istoku 50 km, a od luke Bandar-e Lengeha oko 75 km. Otok je naseljen s 300-500 stanovnika čiji su stambeni objekti raspoređeni uglavnom na sjeveru, a na jugu se nalaze naftni terminali i spremište kapaciteta od 500.000 barela. Tijekom iransko-iračkog rata ova su naftna postrojenja bila metom američkog napada poznatog kao Operacija Bogomoljka. Na otoku se nalazi Zračna luka Siri koja se koristi za tuzemne letove, dok je na istoku smještena i manja pomorska luka.

## Poveznice
- Perzijski zaljev
- Popis iranskih otoka